# ブロック紙3社連合
ブロック紙3社連合（ブロックしさんしゃれんごう）は、1950年に創設されたブロック紙の統括団体。新聞三社連合（しんぶんさんしゃれんごう） ともいう。事務局は中日新聞東京本社（東京都千代田区内幸町）に置いている。

## 概要
北海道新聞社（北海道新聞）、中日新聞社（中日新聞・東京新聞・北陸中日新聞・日刊県民福井）、西日本新聞社（西日本新聞）の3社が、記事の相互利用、海外取材網の相互補完、新聞小説と新聞漫画の共通化、合同企画連載記事、囲碁の天元戦、将棋の王位戦・女流王位戦共同主催などの交流を深めている。天元戦、王位戦、女流王位戦では神戸新聞社、徳島新聞社も「新聞三社連合」に名前を連ねる。
2005年9月1日から、上述各社発行の新聞をインターネット（パソコン・携帯電話通信）や電子メールで読める有料会員制サービス「ニュースクリップ」を開始した。同サービスは、2017年7月末日に終了。
なお、中日新聞（東京新聞との統合前）と、西日本新聞、ならびに大阪新聞とその関連紙の日本工業新聞（後の産経新聞）は、読売新聞が1952年11月に関西版を創刊させるまでは業務提携関係にあった。

## 共通点
3社の共通点として、各地域のフジテレビ（FNN / FNS）系やテレビ東京（TXN）系列局および独立局の主要株主となっているなど、他メディアへの影響力が強い点もあげられる。
| 新聞社     | 主要株主                                                                                            |
| ---------- | --------------------------------------------------------------------------------------------------- |
| 北海道新聞 | 北海道文化放送（FNN/FNS） テレビ北海道（TXN）                                                       |
| 中日新聞   | 東海テレビ放送（FNN/FNS） テレビ愛知（TXN） 中部地方の各FNN/FNS系列局および三重テレビ放送（独立局） |
| 東京新聞   | 東京メトロポリタンテレビジョン（独立局） 関東地方の各独立局                                         |
| 西日本新聞 | テレビ西日本（FNN/FNS） TVQ九州放送（TXN） 九州地方の各FNN/FNS系列局 九州地方の各NNN/NNS系列局など  |

## 連載漫画
- 朝刊
  - 『ろくさん天国』（1969年 - 1970年1月、馬場のぼる）
  - 『ほのぼの君』（1970年2月 - 2007年3月、佃公彦、1984年2月5日までは『ちびっこ紳士』で連載）
  - 『ちびまる子ちゃん』（2007年7月 - 2012年1月、さくらももこ、連載そのものは2011年12月で終了。2012年1月は同作品の傑作選を掲載）
  - 『おーい 栗之助』（2012年2月 - 2017年3月、森栗丸）
  - 『ねえ、ぴよちゃん』（2017年4月 - 現在、青沼貴子）
- 夕刊
  - 『クラリさん』（1965年 - 1972年12月、荻原賢次）
  - 『ブロー君』（1973年1月- 1976年12月、福地泡介）
  - 『カンパチくん』（1977年1月 - 1980年9月、西沢周平）
  - 『ドーモくん』（1980年10月 - 1982年12月、針すなお）
  - 『タンポポちゃん』（1983年1月 - 1984年9月、おだ辰夫）
  - 『ただのベンちゃん』（1984年10月 - 1987年12月、出光永）
  - 『セロりん』（1988年1月 - 1989年9月、はらたいら）
  - 『ターラくん』（1989年10月 - 1993年2月、多々良圭）
『のどかさんのいまママ日記』（? - 1993年2月、おだれいこ）
  - 『ユーヤケこや家』（1993年3月 - 1996年8月、草原タカオ）
  - 『ポカちゃん』（1996年9月 - 2001年9月、浜坂高一朗）
  - 『ももこさん』（2001年9月 - 2002年10月、ふなびきかずこ）
  - 『ウチのげんき予報』（2002年11月 - 2023年12月[注釈 1]、新田朋子）
  - 掲載休止（2024年1月 - ）